# Аделантадо

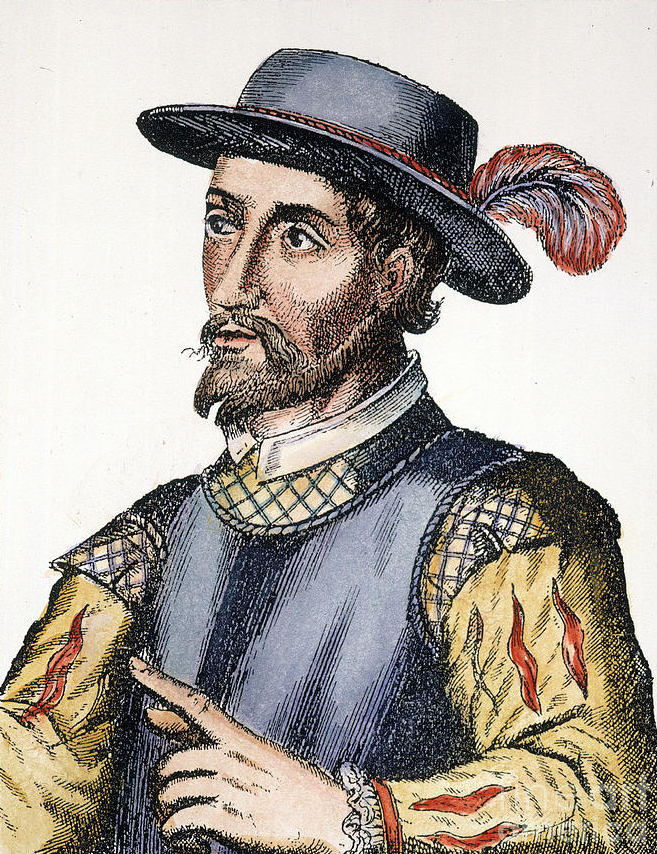
Хуан Понсе де Леон, аделантадо Флориди

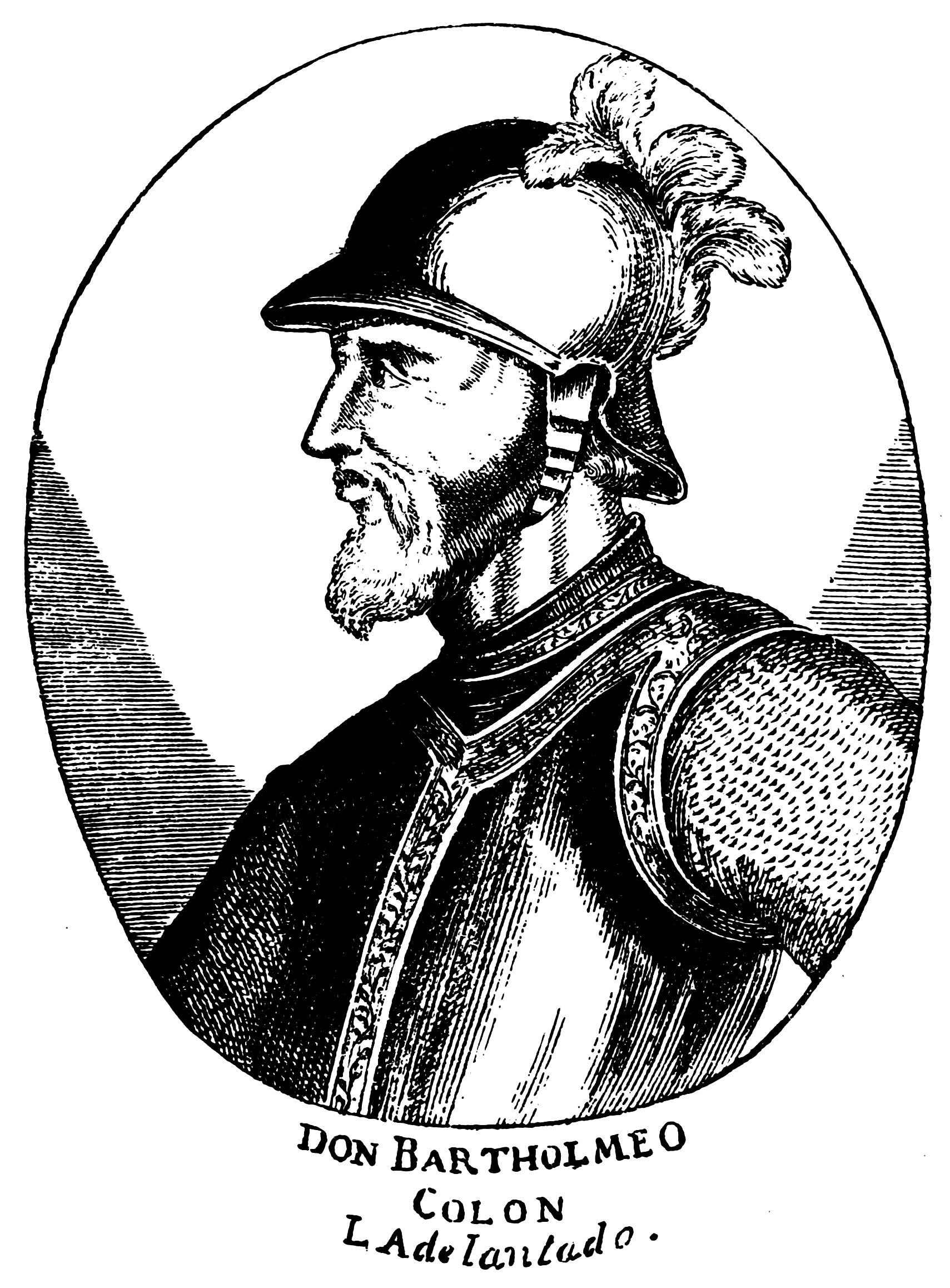
Бартоломео Колумб, перший конкістадор-аделантадо

Аделантадо (ісп. Adelantado) — військовий титул іспанської знаті, що була на службі короля Іспанії під час завоювань нових земель у XV—XVII століттях. Аделантадо виконували роль намісника короля та судді у регіонах, що були недавно відкриті або завойовані. Ці регіони ще не належали до іспанських віце-королівств і аделантадо підпорядковувались лише Раді Індій, установі яка володіла законодавчою, виконавчою та судовою владою в іспанських колоніях.

## Історія
Термін виник у період Реконкісти. Походить від іспанського виразу «por adelantado», що буквально означає «попереду» (тобто «той, що йде попереду»). У цей час титул був рівнозначний з титулом префект міста. Аделантадо були управителями щойно відвойованих у мусульман міст. Найраніший відомий аделантадо був призначений Альфонсо X у 1253 році у щойно завойованій території «Ла-Фронтера» (Андалусія). Юридично посада аделантадо була прописана у збірнику законів Сім Партид. Згідно з ним аделантадо виконував виконавчу та судову владу від імені короля на призначеній йому області.
У 1503 році титул аделантадо наданий Алонсо Фернандесу де Луго на його нащадкам після завоювання Канарських островів.
У Добу великих географічних відкриттів поняття аделантадо було видозмінене. Під час колонізації Америки та Азії власники титулу несли різні повноваження у залежності від кожного окремого випадку. Також одні персони отримали титул з правом спадковості, в інших титул ліквідовувався після смерті носія.
Першим конкістадором, який отримав титул аделантадо, був Бартоломео Колумб, брат Христофора Колумба. Він управляв островом Еспаньйола (Гаїті) у 1494—1498 роках, коли його брат повернувся в Іспанію. Згодом його титул успадкував Дієго Колон.
Інші конкістадори, що отримали титул:
- 1512: Хуан Понсе де Леон, Флорида і Біміні, повернутий в 1524 році його сином, Луїсом.
- 15??: Родріго де Бастідас, Панамський перешийок і Санта-Марта
- 1514: Васко Нуньєс де Бальбоа, Південні моря.
- 1518: Фернан Магеллан, Острови прянощів та Дієго Веласкес де Куельяр, Юкатан і Косумель.
- 1527: Панфіло де Нарваез, Флорида.
- 1527: Педро де Альварадо, Гватемала.
- 1529: Франсіско Пісарро, Перу і Педро де Мендоса, Аргентина.
- 1535: Педро Фернандес де Луго, Санта-Марта (як син Алонсо Фернандес де Луго, аделантадо Тенерифе і Ла-Пальма).
- 1537: Ернандо де Сото, Флорида.
- 1540: Альваро Нуньєс Кабеса-де-Вака, Ріо-де-ла-Плата.
- 1549: Педро де Вальдивія, Чилі.
- 1565: Педро Менендес де Авілес, Флорида.
- 1571: Мігель Лопес де Легаспі, Іспанська Ост-Індія.
- 1595: Альваро Менданья де Нейра, а після його смерті його дружина Ісабель Баррето, Соломонові острови.